# Xander Vermeulen
Xander Vermeulen (18 december 2003) is een Belgisch basketballer.

## Carrière
Vermeulen speelde in de jeugd van BBC Musketiers Wommelgem en Antwerp Giants. Bij deze laatste speelde hij ook in de tweede ploeg. In 2022 maakte hij de overstap naar de Leuven Bears waar hij in het seizoen 2023/24 zijn debuut maakte in de BNXT League. Hij speelde bij Leuven ook voornamelijk in de tweede ploeg. In  de zomer van 2024 maakte hij de overstap naar Spirou Charleroi waar hij in het seizoen 2024/25 enkel voor de B-ploeg uitkwam.